# Cardigan (singolo)
Cardigan è un singolo della cantante statunitense Taylor Swift, pubblicato il 27 luglio 2020 come primo estratto dall'ottavo album in studio Folklore.
È stato candidato come canzone dell'anno e miglior interpretazione pop solista ai Grammy Awards 2021.

## Descrizione
Seconda traccia dell'album, Cardigan è stato scritto dalla stessa cantante con Aaron Dessner, e prodotto da quest'ultimo. È composto in chiave Do minore ed ha un tempo di 130 battiti per minuto.

## Promozione
Swift ha eseguito il brano accompagnata da Jack Antonoff e Aaron Dessner in un medley con August e Willow nell'ambito dei Grammy Award del 14 marzo 2021.

## Video musicale
Il video musicale, diretto dalla medesima interprete, è stato reso disponibile il 24 luglio 2020 in concomitanza con l'uscita del brano.

## Tracce
Testi e musiche di Taylor Swift e Aaron Dessner.
Download digitale
1. Cardigan – 3:59

CD, 7", 12"
1. Cardigan – 4:00
2. Cardigan (Songwriting Voice Memo) – 4:33

CD, 7", 12", download digitale – 2ª versione
1. Cardigan (Cabin in Candlelight Version) – 3:48

## Formazione
Musicisti
- Taylor Swift – voce
- Aaron Dessner – basso, programmazione della batteria, chitarra elettrica, mellotron, percussioni, pianoforte, sintetizzatore
- Bryce Dessner – orchestrazione
- Benjamin Lanz – sintetizzatore
- Clarice Jensen – sassofono
- James McAlister – programmazione della batteria
- Dave Nelson – trombone
- Yuki Numata Resnick – viola

Produzione
- Aaron Dessner – produzione, registrazione aggiuntiva
- Bella Blasko – registrazione aggiuntiva
- Jonathan Low – missaggio, registrazione
- Laura Sisk – registrazione vocale
- Randy Merrill – mastering

## Successo commerciale
Nella Billboard Hot 100 statunitense Cardigan ha fatto il suo ingresso al primo posto della classifica grazie a 71 000 vendite digitali, 34 milioni di riproduzioni in streaming e con un'audience radiofonica pari a 12,7 milioni, regalando a Swift la sua sesta numero uno in madrepatria e rendendola la prima artista in assoluto a debuttare simultaneamente al vertice della Hot 100 e della Billboard 200. È entrata direttamente in vetta sia nella Digital Songs (la sua ventesima numero uno digitale, espandendo il suo record per averne accumulate di più in assoluto) sia nella Streaming Songs e, grazie alla precedente Shake It Off, Swift è divenuta l'ottava artista ad esordire più volte in vetta alla classifica. Inoltre, con The 1 in 4ª posizione e Exile in 6ª, la cantante è diventata la sesta artista a lanciare in contemporanea tre canzoni in top ten, dopo Juice Wrld, Drake, Lil Wayne, J. Cole e Lil Uzi Vert. Durante la sua seconda settimana è scesa all'8º posto con 8 000 copie vendute e 17,5 milioni di stream, registrando un decremento rispettivamente dell'88% e 48%, pur aumentando gli ascoltatori radiofonici a 19,2 milioni, il 51% in più, entrando nella Radio Songs alla 43ª posizione.
Nella Official Singles Chart britannica il singolo ha debuttato alla 6ª posizione nella pubblicazione del 6 agosto 2020 grazie a 35 319 unità di vendita, segnando la quattordicesima top ten di Swift nel Regno Unito e rendendola, grazie anche a Exile e The 1, la quarta artista femminile ad avere tre brani tra i primi dieci posti contemporaneamente, dopo Rihanna, Ariana Grande e Dua Lipa.
In Australia Cardigan ha fatto il suo ingresso al vertice della ARIA Singles Chart nella settimana datata 27 luglio 2020, diventando la sesta numero uno australiana della cantante, che allo stesso tempo è diventata la sesta artista ad aver accumulato più singoli al primo posto in classifica, dietro Madonna, Kylie Minogue, Pink, Delta Goodrem e Rihanna.

## Classifiche
| Classifica (2020) | Posizione massima |
| ----------------- | ----------------- |
| Australia         | 1                 |
| Austria           | 46                |
| Belgio (Fiandre)  | 52                |
| Belgio (Vallonia) | 71                |
| Canada            | 3                 |
| Croazia           | 27                |
| Danimarca         | 19                |
| Estonia           | 15                |
| Francia           | 138               |
| Germania          | 67                |
| Grecia            | 26                |
| Irlanda           | 4                 |
| Islanda           | 26                |
| Lituania          | 17                |
| Malaysia          | 2                 |
| Norvegia          | 27                |
| Nuova Zelanda     | 2                 |
| Paesi Bassi       | 57                |
| Portogallo        | 21                |
| Regno Unito       | 6                 |
| Repubblica Ceca   | 29                |
| Singapore         | 2                 |
| Slovacchia        | 45                |
| Spagna            | 66                |
| Stati Uniti       | 1                 |
| Svezia            | 31                |
| Svizzera          | 51                |
| Ungheria          | 29                |